# كينتا (أوكلاهوما)
كينتا (بالإنجليزية: Kinta, Oklahoma)‏ هي بلدة أمريكية تقع في الولايات المتحدة في مقاطعة هاسكيل، أوكلاهوما. يقدر عدد سكانها بـ 297 نسمة ومساحتها 1.6 كم2 و وترتفع عن سطح البحر 167 متر.

## التركيبة السكانية
حدّد مكتب تعداد الولايات المتحدة بيانات التركيبة السكانية لكينتا في تعداد الولايات المتحدة. في ما يلي، التركيبة السكانية حسب تعدادي 2000 و2010.

### تعداد عام 2000
بلغ عدد سكان كينتا 243 نسمة بحسب تعداد عام 2000، وبلغ عدد الأسر 104 أسرة وعدد العائلات 69 عائلة مقيمة في البلدة. في حين سجلت الكثافة السكانية 146.4 نسمة لكل كيلومتر مربع (379.2/ميل2). وبلغ عدد الوحدات السكنية 131 وحدة بمتوسط كثافة قدره 78.9 لكل كيلومتر مربع (204.4/ميل2).
وتوزع التركيب العرقي للبلدة بنسبة 82.72% من البيض و12.35% من الأمريكيين الأصليين و0.41% من الأعراق الأخرى و4.53% من عرقين مختلطين أو أكثر و0.82% من الهسبانيون أو اللاتينيون من أي عرق.
بلغ عدد الأسر 104 أسرة كانت نسبة 28.8% منها لديها أطفال تحت سن الثامنة عشر تعيش معهم، وبلغت نسبة الأزواج القاطنين مع بعضهم البعض 55.8% من أصل المجموع الكلي للأسر، ونسبة 6.7% من الأسر كان لديها معيلات من الإناث دون وجود شريك،  بينما كانت نسبة 3.8% من الأسر لديها معيلون من الذكور دون وجود شريكة وكانت نسبة 33.7% من غير العائلات. تألفت نسبة 29.8% من أصل جميع الأسر من عدة أفراد يعيشون في نفس المنزل ونسبة 20.2% كانت تتألف من شخص يعيش بمفرده يبلغ من العمر 65 عاماً أو أكثر. وبلغ متوسط حجم الأسرة المعيشية 2.34، أما متوسط حجم العائلات فبلغ 2.91.
بلغ العمر الوسطي للسكان 39.4 عاماً. وكانت نسبة 22.6% من القاطنين تحت سن الثامنة عشر، وكانت نسبة 9.5% بين الثامنة عشر والرابعة والعشرين عاماً، ونسبة 25.1% كانت واقعةً في الفئة العمرية ما بين الخامسة والعشرين والرابعة والأربعين عاماً، ونسبة 22.6% كانت ما بين الخامسة والأربعين والرابعة والستين، ونسبة 20.2% كانت ضمن فئة الخامسة والستين عاماً فما فوق. يوجد لكل 100 أنثى 92.9 ذكر، ويوجد لكل 100 أنثى في الثامنة عشر من عمرها فما فوق 77.4 ذكر.
بلغ متوسط دخل الأسرة في البلدة 26,111 دولارًا، أما متوسط دخل العائلة فبلغ 32,083 دولارًا. وكان متوسط دخل الذكور 25,625 دولارًا مقابل 13,750 دولارًا للإناث. وسجل دخل الفرد الخاص بالبلدة 13,960 دولارًا. وكانت نسبة 8.5% من العائلات ونسبة 10.3% من السكان تحت خط الفقر، وكان من هؤلاء نسبة 3.2% تحت سن الثامنة عشر ونسبة 33.3% في الخامسة والستين من العمر وما فوق.

### تعداد عام 2010
بلغ عدد سكان كينتا 297 نسمة بحسب تعداد عام 2010، وبلغ عدد الأسر 116 أسرة وعدد العائلات 78 عائلة مقيمة في البلدة. في حين سجلت الكثافة السكانية 178.9 نسمة لكل كيلومتر مربع (463.3/ميل2). وبلغ عدد الوحدات السكنية 131 وحدة بمتوسط كثافة قدره 78.9 لكل كيلومتر مربع (204.4/ميل2).
وتوزع التركيب العرقي للبلدة بنسبة 82.15% من البيض و11.11% من الأمريكيين الأصليين و6.73% من عرقين مختلطين أو أكثر و0.67% من الهسبانيون أو اللاتينيون من أي عرق.
بلغ عدد الأسر 116 أسرة كانت نسبة 43.1% منها لديها أطفال تحت سن الثامنة عشر تعيش معهم، وبلغت نسبة الأزواج القاطنين مع بعضهم البعض 43.1% من أصل المجموع الكلي للأسر، ونسبة 15.5% من الأسر كان لديها معيلات من الإناث دون وجود شريك،  بينما كانت نسبة 8.6% من الأسر لديها معيلون من الذكور دون وجود شريكة وكانت نسبة 32.8% من غير العائلات. تألفت نسبة 31.9% من أصل جميع الأسر من عدة أفراد يعيشون في نفس المنزل ونسبة 18.1% كانت تتألف من شخص يعيش بمفرده يبلغ من العمر 65 عاماً أو أكثر. وبلغ متوسط حجم الأسرة المعيشية 2.56، أما متوسط حجم العائلات فبلغ 3.15.
بلغ العمر الوسطي للسكان 34.6 عاماً. وكانت نسبة 34.3% من القاطنين تحت سن الثامنة عشر، وكانت نسبة 7.4% بين الثامنة عشر والرابعة والعشرين عاماً، ونسبة 17.5% كانت واقعةً في الفئة العمرية ما بين الخامسة والعشرين والرابعة والأربعين عاماً، ونسبة 24.9% كانت ما بين الخامسة والأربعين والرابعة والستين، ونسبة 15.8% كانت ضمن فئة الخامسة والستين عاماً فما فوق. وتوزع التركيب الجنسي للسكان بنسبة 45.5% ذكور و54.5% إناث.